# Skyforger (album)
Skyforger je deveti studijski album finske Heavy Metal skupine Amorphis, izdan leta 2009.

## Seznam pesmi
1. Sampo - 6:08
2. Silver Bride - 4:13
3. From the Heaven of My Heart - 5:20
4. Sky Is Mine - 4:20
5. Majestic Beast - 4:19
6. My Sun - 4:04
7. Highest Star - 4:44
8. Skyforger - 5:15
9. Course of Fate - 4:15
10. From Earth I Rose - 5:04
11. Godlike Machine - 5:18
12. Separated - 4:17